# 喜帕恰斯环形山
喜帕恰斯环形山（Hipparchus）是月球正面中央赤道区一座古老的大型撞击坑，约形成于前酒海纪时期，以希腊天文学家、工程师及地理学家喜帕恰斯之名命名，1935年被国际天文学联合会批准接受。1967年月球轨道器5号首次获得了它高分辨率的照片。

## 描述

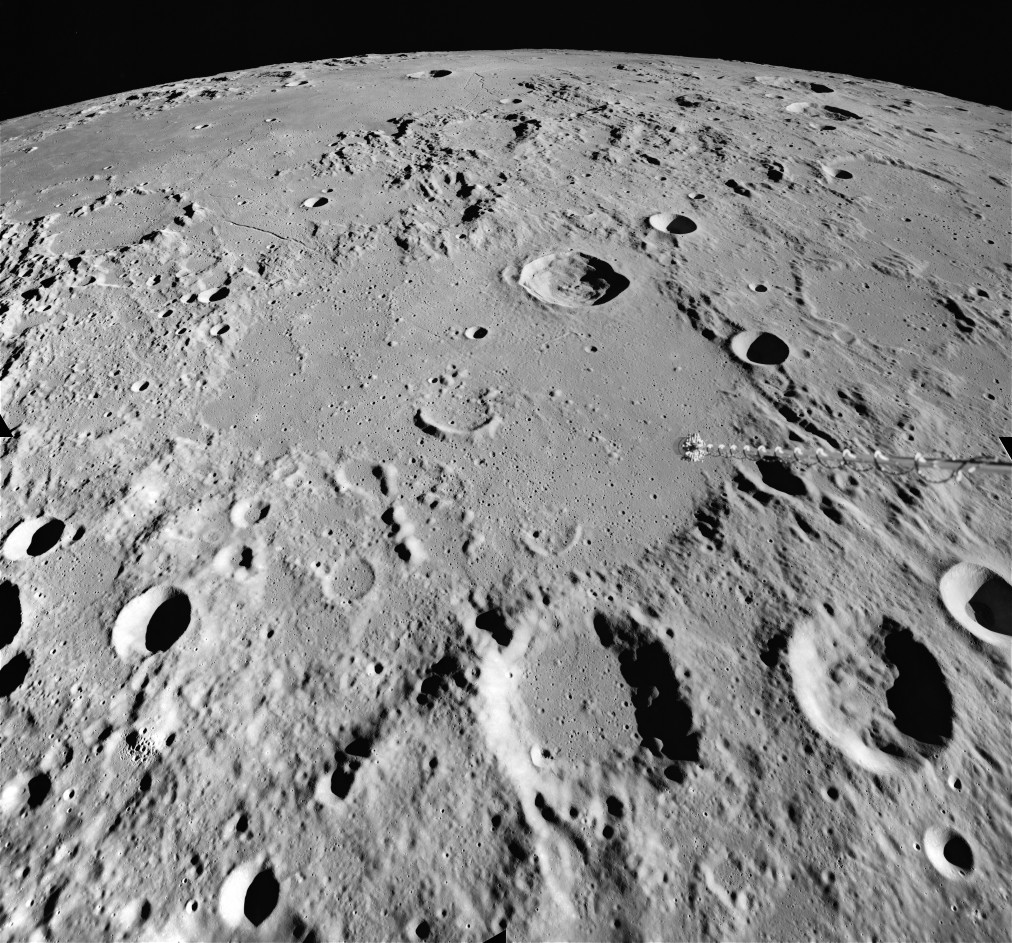
喜帕恰斯环形山-位于照片中间的大撞击坑，阿波罗16号拍摄。

该环形山西邻于尔登陨石坑、西北为列奥米尔陨石坑、西北偏北则是泽利格陨坑；北面坐落着雷蒂库斯陨石坑、东北有皮克林陨石坑；东面靠近桑德陨石坑、东南偏南是欣德陨石坑；南面临接哈雷陨石坑、西南是穆勒陨石坑。另外，在环形山内东北部坐落着霍罗克斯陨石坑，西北伸展着奥波尔策月溪和列奥米尔月溪，更远处则是中央湾。
该环形山中心月面坐标为5°22′S 4°55′E / 5.36°S 4.91°E，直径144公里，深约1.1公里。
由于存续时期悠久，该陨坑已经受相当大的损毁，沿陨坑四壁重叠着众多大小不一的撞击坑，西侧坑壁几乎已被侵蚀殆尽，二道宽阔的裂谷横穿其上，陨坑侧壁平均高出周边地形1690米，坑内容积约20900公里³。环形山内底表大部分已被玄武质熔岩淹没和夷平，但西南部隆起并错落分布着一些山丘和山脊，中央区有一些小隆起和部分坑壁已被淹没的卫星坑喜帕恰斯 X。

喜帕恰斯环形山的坡壁在施罗特亮度表中的明暗等级为8½°。

## 卫星陨石坑
按惯例，最靠近喜帕恰斯环形山的卫星坑在月图上以字母标注在该坑中心点的旁边。
| 喜帕恰斯 | 纬度   | 经度   | 直径    |
| -------- | ------ | ------ | ------- |
| B        | 6.9° S | 1.7° E | 5 公里  |
| C        | 7.3° S | 8.2° E | 17 公里 |
| D        | 4.5° S | 2.1° E | 5 公里  |
| E        | 4.2° S | 2.3° E | 5 公里  |
| F        | 4.2° S | 2.5° E | 9 公里  |
| G        | 5.0° S | 7.4° E | 15 公里 |
| H        | 5.4° S | 2.3° E | 5 公里  |
| J        | 7.6° S | 3.2° E | 14 公里 |
| K        | 6.9° S | 2.2° E | 12 公里 |
| L        | 6.8° S | 9.0° E | 13 公里 |
| N        | 4.8° S | 5.0° E | 6 公里  |
| P        | 4.7° S | 2.8° E | 5 公里  |
| Q        | 8.5° S | 2.9° E | 8 公里  |
| T        | 7.1° S | 3.6° E | 8 公里  |
| U        | 6.7° S | 3.6° E | 8 公里  |
| W        | 5.0° S | 7.8° E | 5 公里  |
| X        | 5.7° S | 4.9° E | 17 公里 |
| Z        | 8.5° S | 9.1° E | 6 公里  |

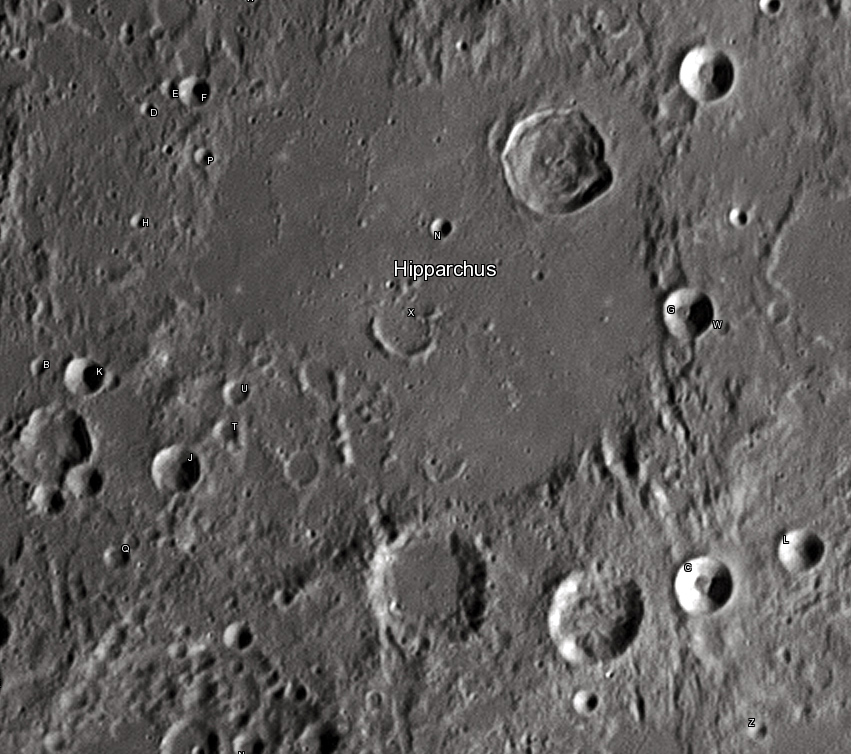
周边卫星坑图.

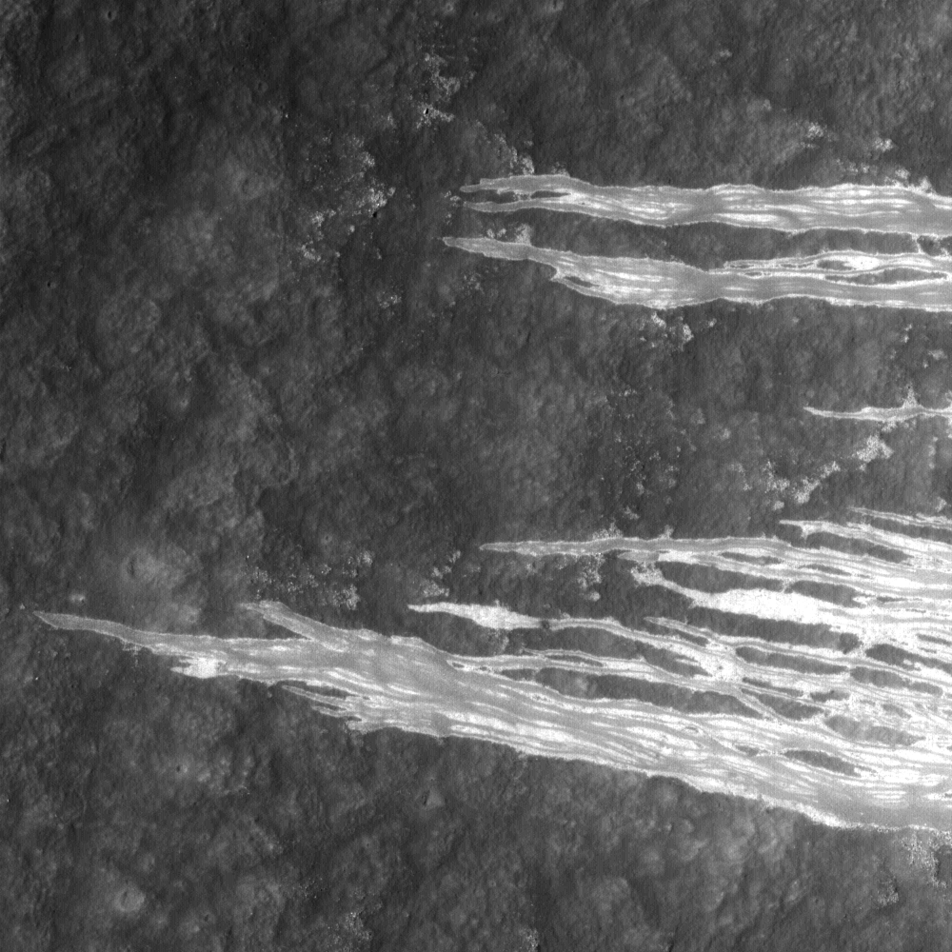
卫星坑喜帕恰斯 G东部内侧坡上的细粒岩石。月球勘测轨道飞行器拍摄，图像宽度约1000米。

- 卫星坑 C和喜帕恰斯 L已被月球和行星观测协会（ALPO）列入《带有明亮射纹系统的撞击坑列表》[5]；
- 卫星坑喜帕恰斯 K被月球及行星观测者协会（ALPO）列入《内侧壁坡带有暗黑辐射纹的撞击坑列表》[6]；
- 卫星坑喜帕恰斯 C和喜帕恰斯 W曾被记录到在月食期间温度发生异常，其原因是这些陨坑的地质龄不长，表面尚未形成能产生隔热作用的表岩屑覆盖层，这是典型的年轻陨坑现象。

## 小说
- 在亚瑟·查理斯·克拉克1952年出版的小说《天空列岛》（Islands in the Sky）中，喜帕恰斯环形山中架设了向月球轨道上飞船投送燃料的八公里长的发射轨。
- 在法文版丁丁历险记第17部作品-《月球探险》中，全体船员登陆在喜帕恰斯环形山中[7]。